# Charlton Heston
Charlton Heston (tên khai sinh John Charles Carter; 4 tháng 10 1923 - 5 tháng 4 năm 2008) là một diễn viên điện ảnh người Mỹ nổi tiếng với các vai diễn anh hùng như Moses trong The Ten Commandments (Mười giới luật), Colonel George Taylor trong Planet of the Apes và Judah Ben-Hur trong Ben-Hur, vai diễn đã giúp ông giành được giải Oscar cho nam diễn viên chính xuất sắc nhất. Vào thập niên 1950 và 1960, ông là một trong số ít diễn viên Hollywood lên tiếng công khai chỉ trích chủ nghĩa phân biệt chủng tộc và là một trong những thành viên tích cực của phong trào nhân quyền. Từng có thời là một nhà dân chủ tự do, nhưng sau đó Heston lại trở thành một nhà chính trị bảo thủ và là chủ tịch của Hiệp hội Súng Quốc gia Mỹ từ 1998 tới 2003.